# Lời nhắc (Apple)
Lời nhắc là một chương trình quản lý tác vụ được phát triển bởi Apple Inc. cho nền tảng iOS, macOS và watchOS của họ, cho phép người dùng tạo danh sách và đặt thông báo cho chính họ. Ứng dụng lần đầu tiên được giới thiệu cùng với iOS 5 và OS X 10.8 "Mountain Lion" và được dựng mới cùng với việc phát hành phiên bản iOS 13.

## Đặc trưng
Lời nhắc được đặt thành bốn danh mục có thể được tìm thấy ở đầu màn hình; "Hôm nay", "Đã lên lịch", "Tất cả" và "Được gắn cờ". Người dùng cũng có thể tạo danh sách lời nhắc của riêng họ. Lời nhắc mới có thể được đặt vào danh sách hoặc đặt làm nhiệm vụ phụ và có thể bao gồm một số chi tiết bao gồm: thẻ ưu tiên, ghi chú về lời nhắc và hình ảnh hoặc tệp đính kèm URL.
Công việc xuất hiện trong Trung tâm thông báo 24 giờ trước thời điểm lời nhắc được đặt. Ngoài ra, báo thức có thể được đặt cho lời nhắc, nó sẽ gửi thông báo cho người dùng vào một thời điểm và ngày nhất định khi ranh giới ảo xung quanh một khu vực bị cắt ngang hoặc khi tin nhắn bắt đầu được nhập vào một số liên lạc đã đặt. Nếu cảnh báo dựa trên thời gian được đặt, nó có thể lặp lại hàng ngày, hàng tuần, hai tuần, tháng hoặc năm.
Lời nhắc có thể được đánh dấu là đã hoàn thành (đã chọn) và tự động bị ẩn. Danh sách có thể được đồng bộ hóa giữa iOS và macOS thông qua iCloud cũng như được chia sẻ với các liên hệ khác. Sau khi được chia sẻ, bất kỳ ai có quyền truy cập vào danh sách đều có thể thêm hoặc hoàn thành nhiệm vụ và những lời nhắc cụ thể có thể được chỉ định cho những người khác nhau.